# Colletes nigritulus
Colletes nigritulus är en biart som beskrevs av Heinrich Friese 1910. Colletes nigritulus ingår i släktet sidenbin, och familjen korttungebin. Inga underarter finns listade i Catalogue of Life.